# ASOBI
ASOBI（アソビ）は、バンダイナムコエンターテインメントが運営するエンタメコマースサイト。
2018年3月26日までの名称はLaLaBit Market（ララビットマーケット）であり、バンダイネットワークスが運営した後、バンダイナムコゲームスが運営していた。2023年7月31日までの名称はアソビストアであった。
バンダイナムコグループが展開するアニメやゲームのキャラクター商品等の販売を行っているほか、オンラインイベント配信プラットフォームの「ASOBI STAGE」をASOBI内で提供している。

## 歴史
1999年2月にバンダイナムコグループが展開するキャラクター商品をLaLaBit Marketという名称でインターネットにて販売するサイトとしてオープンした。玩具・模型を中心としたトイホビーのほか、ゲームソフトやDVD、本、ファッション等の取り扱いを順次行っている。また、LaLaBit Marketの趣旨に賛同した企業と共に様々なイベント企画を行っており、ユーザーとのインタラクティブな関係を構築している。
2001年にはNTTドコモ、J-PHONE（現：SoftBank）、KDDIの各種ネット接続携帯電話で商品購入が可能となる「バンダイチャンネル通販」を開始した。
2009年4月1日、バンダイナムコゲームスがバンダイネットワークスを吸収合併したことにより、運営元がバンダイナムコゲームスに変更された。
2015年4月1日、バンダイナムコゲームスがバンダイナムコエンターテインメントに商号変更されたことにより、運営元がバンダイナムコエンターテインメントに変更された。
2018年3月26日、サイト名をアソビストアに変更した。これに合わせ、動画配信やリアルイベントを通した商品価値を高める体験機能が追加された。
2023年8月1日、サイトとロゴを刷新し、サイト名もASOBIに変更した。オンラインストアとしてはASOBI STOREに変更した。また、動画配信サービスとしてASOBI CHANNELを開始し、これまでアソビストア内で配信してきた動画を同サービス内に移行した。

## 利用
本サイトはPC、スマートフォン、タブレットのウェブブラウザから利用できるようになっている。かつては前述したフィーチャーフォンでも利用可能であった。
商品等の購入にはバンダイナムコIDのアカウントへの登録が必要である。
クレジットカードの決済のほかに、バンダイナムコID対応の各種サービスにてコインが使用可能となるプリペイドカードおよびプリペイドチケット「バナコイン」を提供している。バナコインのプリペイドカードおよびプリペイドチケットはコンビニエンスストア等で販売されている。

## 主なサービス

### ASOBI STORE
アソビストアと同様、バンダイナムコエンターテインメントが展開する商品を販売するオンラインストアの一つ。
2024年には楽天市場にて「ASOBI STORE 楽天市場支店」が開催された。

### ASOBI STAGE
ASOBI STAGE（アソビステージ）は、ライブやコンサート会場の様子がリアルタイムで配信されるオンライン視聴プラットフォームである。2020年よりサービスを開始し、2020年12月31日21時から2021年1月1日4時にかけて開催された『ASOBINOTES ONLINE FEST 2nd』の有料視聴チケット制のライブ配信を実施。
有料コンテンツについてはバンダイナムコIDへの登録が必要で、クレジットカード、バナコイン、あと払い（ペイディ）で視聴チケットを購入することで視聴可能である。
チャット機能の他に、配信されるコンテンツに合わせた、デジタルペンライト機能として「アソビライト」を備えている。有料視聴チケット購入後は、公演終了後に後日実施されるアーカイブが1週間限定で視聴可能である。
日本国外からASOBISTAGEの視聴はできないが、一部のライブイベントについては海外向けに同じ視聴プラットフォームであるStagecrowdにて同時配信されることもある。
Microsoft Windows、macOS、iOS、Androidの各種ウェブブラウザでの視聴となっている。また、二重ログインを防止する機能を設けており、複数の端末、もしくは同一端末での複数画面での視聴は不可能となっている。

### ASOBI TICKET
ASOBI TICKET（アソビチケット）はバンダイナムコエンターテインメントが主催・企画するイベントチケットの販売・リセール、会場物販整理券の抽選発行を実施するプレイガイドサービス。これまではイープラスなどの他社サービスを用いていたが、2023年より一部のイベントを除き本サービスに移行した。2024年1月からはVer.2にリニューアル。

### ASOBI CHANNEL
ASOBI CHANNEL（アソビチャンネル）は、ASOBI内で展開されるコンテンツに特化した動画配信プラットフォームである。前述の通り、これまでアソビストア内で配信してきた動画コンテンツを移行した。